# Ana Caro de Mallén
Ana Caro de Mallén (Granada, 1590 - Sevilla, 6 de noviembre de 1646) fue una poeta y dramaturga española del Siglo de Oro de la que, desgraciadamente, no se conserva demasiada información pues, según suposiciones dadas por el contexto histórico, su obra escrita podría haber sido calcinada tras su fallecimiento. No obstante, el hecho de que se haya podido conservar algunas de sus obras, denota un talento incuestionable, no solo para sus obras escritas como Décimas a Doña María de Zayas y Sotomayor (1638) o El conde Partinuplés (1653), siendo reconocida por sus contemporáneos. Según vemos en alguna de sus obras como Valor, agravio y mujer se podría suponer con facilidad que la escritora fue consciente del mundo en el que vivía. 
Víctima de la peste, falleció el 6 de noviembre de 1646 en Sevilla. 

## Biografía
Existen escasos datos sobre esta escritora. En consecuencia, solo se puede confirmar que fue natural de Andalucía y probablemente de Granada ya que, según las últimas investigaciones, sus padres adoptivos residieron allí. No obstante, al haber residido y publicado en Sevilla, se ha discutido si esta no era, en realidad, su ciudad natal, además de haber sido señalado así por los contemporáneos de la escritora.
Ana María Caro de Mallén y Torres era hija adoptiva de Gabriel Caro de Mallén y Fernández de Vargas, natural de Lora del Río, y de Ana María de Torres y Rodríguez de Aguilar, natural de Granada. En los registros aparece junto al nombre de Ana una indicación: «Ana María, esclava de Gabriel Mallén». Esto parece avalar la idea de que sus progenitores fueran moriscos pues el prohijamiento estaba apoyado por la corona ante el problema social que este grupo presuntamente generaba. Se desconoce si era huérfana de algún rebelde morisco o hija de una esclava de este origen. También figura en su partida de bautismo del 6 de octubre de 1601 la coletilla «era adulta», si bien en esa época la edad penal estaba alrededor de los 10 años. Podría ser que fuera criada por sus antes mencionados padres adoptivos tras el nacimiento de su hijo Don Juan Caro de Mallén y de Torres en 1600.  Su madre adoptiva falleció en 1606 y su padre adoptivo volvió a casarse con Adolfa de Loyola, natural de Granada, con quien tuvo al menos un hijo, Juan Caro de Mallén y de Loyola, quien fue fraile.
Se tiene constancia de su actividad poética desde 1628, cuando participó con una Relación en las fiestas ofrecidas por Sevilla a los mártires del Japón. Asistió a la academia  literaria del conde de la Torre y escribió sobre todo poemas extensos sobre eventos, celebraciones y fiestas públicas, como por ejemplo Romance por la victoria de Tetuán (1633). Ya en Madrid, en 1637, escribió el poema laudatorio Contexto de las reales fiestas madrileñas del Buen Retiro. Entabló amistad con la famosa novelista María de Zayas, con la que pudo convivir durante un tiempo en Madrid. Fue reconocida por sus colegas masculinos, entre ellos Juan de Matos Fragoso o Luis Vélez de Guevara, quien la mencionó en su El diablo cojuelo con el apelativo de «décima musa sevillana». Alcanzó el favor y la protección del Conde-Duque de Olivares y del cabildo sevillano. Documentos conservados demuestran que cobró por algunas de sus relaciones poéticas y obras de teatro, por lo que se la considera una de las primeras escritoras profesionales.
Aunque no se conoce con exactitud cuándo empezó a escribir, podría suponerse que a partir del mencionado evento de 1628, pues fue el año en el que publicó su primera obra conocida y ocupó una posición consolidada en el campo literario.  Así lo demuestran los sucesivos encargos que recibió para escribir varias relaciones sobre sucesos relevantes del momento. A juzgar por estos, además de su capacidad creadora, debió moverse con habilidad por los círculos de la nobleza sevillana cercana al Conde-Duque de Olivares pues fueron, sin duda, sus excelentes contactos los que le permitieron ganarse la vida con la escritura —especialmente por estos encargos oficiales— demostrando cómo el mecenazgo compartía espacio con el pujante mercado editorial. Sus poemas se plegaron al discurso dominante y a los hechos religiosos y políticos más importantes de entonces, que la autora ensalzó aprovechando el espacio de los prólogos, inicios y cierres de poemas, para dejar constancia de quién escribía y de su mirada sobre los temas que trataba.
Murió a causa de la epidemia de peste en Sevilla el 6 de noviembre de 1646. Su entierro fue uno de los más costosos de la época según la inscripción hallada en Real Parroquia de Santa María Magdalena, lo que deja constancia de su fama. En cuanto a su obra escrita, al morir por esta enfermedad, es probable que se quemara junto a sus pertenencias y es por ello por lo que no pudo, por desgracia, conservarse hasta nuestros días.

## Obra

### Obra poética
Su obra poética conocida son 4 relaciones impresas (1628, 1633, 1635, 1637, las tres primeras en Sevilla y la última en Madrid): 
- Relación en que se da cuenta de las grandiosas fiestas que en el Convento de N. P. S. Francisco de la Ciudad de Sevilla se han hecho a los Santos Mártires de Japón, Sevilla, Pedro Gómez, 1628;
- general de Ceuta, quitándoles gran suma de ganados cerca de las mismas
- puertas de Tetuán, Sevilla, Simón Fajardo, 1633;
- Relación de la grandiosa fiesta y octava que en la Iglesia parroquial del glorioso arcángel san Miguel de la ciudad de Sevilla hizo don García Sarmiento de Sotomayor, conde de Salvatierra, marqués de Sobroso, Gentilhombre de la Cámara del rey, nuestro señor y del serenísimo Infante, caballero de la orden de Santiago, asistente y maese de campo general de la gente de guerra de Sevilla y su partido por su majestad, Sevilla, Andrés Grande, 1635;
- Contexto de las reales fiestas que se hicieron en el Palacio del Buen Retiro, Madrid, Imprenta del Reino, 1637.

Las relaciones son encargos hechos por el poder que necesitaba una literatura de masas que se imprimía en pliegos sueltos. El Conde Duque se interesó personalmente por su publicación. Esto hizo que la profesión de poeta fuera muy competitiva y, por ello, es más admirable que estos encargos le fueran hechos.
Además se conservan: unas Décimas a Doña María de Zayas y Sotomayor, 1638; unas Décimas en elogio de D. Francisco Salado Garcés y Ribera, 1640; y un soneto dedicado a Doña Inés Jacinta Manrique de Lara, del que se desconoce la fecha.

### Teatro
Según lo que se ha podido conservar de su teatro, se podría afirmar que Ana Caro de Mallén era una hábil dramaturga que sabía entrelazar la trama a través de un hilo conductor basado en el enredo. Es pertinente señalar que fue, además, creadora de personajes femeninos de gran fortaleza. Respecto a su obra teatralizada, escribió dos comedias: El conde Partinuplés, publicada en 1653, y Valor, agravio y mujer. También una Loa sacramental en la que juega con las distintas jergas que se podían escuchar en la ciudad. Parece ser que asumió ser la encargada de escribir los autos sacramentales para las fiestas del Corpus de Sevilla entre 1641 y 1645, pero solo se han conservado los siguientes títulos: La cuesta de la Castilleja, La puerta de la Macarena y Coloquio entre dos.

#### El conde Partinuplés
El conde Partinuplés, comedia publicada en 1653 puede haberse escrito en 1637 en tiempos que la escritora visitaba Madrid. Se trata de una comedia caballeresca sobre las leyendas artúricas y carolingias, entreverada de historias mitológicas. Se destaca el papel de la maquinaria escénica para una comedia llena de encantamientos, lances, torneos y guerras, quedando ensombrecidas -así como el propio conflicto, los personajes y la coherencia de la acción- por una puesta en escena repleta de efectos especiales.
La comedia comienza cuando los cortesanos exigen el casamiento de Rosaura, emperatriz de Constantinopla, hija de los ya muertos Aureliano y Rosimunda, ya que el imperio necesita un sucesor. Rosaura replica que ha evadido el matrimonio debido a un funesto pronóstico astrológico: si se casara, será engañada por su esposo y tanto ella como la corona correrían un gran riesgo. Persuadida por sus vasallos, Rosaura acepta casarse en el plazo de un año. Con la ayuda de la maga Aldora, busca el mejor candidato, utilizando un espejo mágico, un «examen de maridos» que sigue el modelo del juicio de París. Entre los todos los candidatos Rosaura escoge al conde Partinuplés pese a que este ya tiene por dama a Lisbella, pero, utilizando las artes de Aldora, lo atrae a palacio y allí la emperatriz, creando toda una metaficción, intenta probar su palabra y fidelidad. Siguiendo la conocida trama de la amante invisible y una inversión del mito de Cupido y Psique, ella no le permite al conde que mire su rostro. De nuevo, con la ayuda de Aldora, todo se resuelve y la emperatriz Rosaura se casa con el conde Partinuplés. La comedia de Caro también entreteje una gran variedad de modelos, incluyendo varias comedias basadas en la trama de la «amante invisible» y elementos de La vida es sueño de Calderón.
Sus personajes, - junto a los de María Zayas en su obra dramática- son damas «combativas y racionales» frente a las protagonistas de las otras dramaturgas del Siglo de Oro - Ángela de Acevedo y Leonor de la Cueva y Silva - que se configuran como "Víctimas de las pasiones masculinas". También fue, de las cuatro dramaturgas, la que ofreció más detalles escénicos. Aunque en El conde Partinuplés es lo exigido por el género de la comedia y en Valor, agravio y mujer se especifica meticulosamente cómo debe construirse el decorado.

#### Valor, agravio y mujer
Existen dos manuscritos en la Biblioteca Nacional, ambos del siglo XVIII. El interés de esta obra reside en que en ella Ana Caro de Mallén ironiza sobre la sociedad en la que vive y ridiculiza algunos valores típicamente masculinos. Es una comedia de enredo de ambiente palatino que desarrolla el mito de Don Juan, invirtiendo la historia con alusiones a El burlador de Sevilla. Está construida sobre el tópico de la mujer vestida de hombre y maneja los convencionalismos con habilidad. En ella, Leonor es cortejada y seducida por don Juan al que se entrega. Pero él se olvida de la palabra dada y va a Flandes, donde se enamora de la Duquesa Estela de quien está también enamorado el hermano de Leonor. Para vengarse de don Juan, Leonor se disfraza de hombre convirtiéndose en Leonardo. La duquesa acabará enamorada de ella sin saber que es una mujer. Es una comedia urbana que juega con los equívocos y los enredos. También aparecen personajes prototipos como el gracioso, Ribete, el criado de Leonor, por el que en ocasiones oiremos a la autora.
"... aun quieren poetizar
las mujeres, y se atreven
a hacer comedias ya"
La mujer disfrazada de hombre es un tema recurrente en el teatro del Siglo de Oro, usado por Lope de Vega, 113 veces,  y por Tirso de Molina, 21 veces. En el caso de esta comedia, el disfraz masculino sirve a Leonor como herramienta para iniciar las acciones que conducen a recuperar su honor. Estos extremos del honor llevarán a situaciones absurdas en las que parece que la única solución es morir todos.
El tema de la sororidad o solidaridad femenina también está presente. Estela reprocha a don Juan su comportamiento con Leonor al tiempo que perdona a Leonor sus engaños.
Además, se aprecia la voluntad por parte de la autora de incluir su opinión sobre temas que afectaban especialmente a las mujeres, como la castidad, el honor, el matrimonio o la amistad femenina. Varios críticos han querido hacer una lectura feminista o proto-feminista de la obra.
La trayectoria literaria de Ana Caro de Mallén, su lugar preeminente entre los escritores favorecidos por el poder, el cultivo tanto de la poesía como del teatro, y el beneficio económico que recibió por su sostenida labor creadora completan el perfil profesional de escritora que se empiezaba a forjar en el siglo XVII, aunando el éxito profesional y económico, y llamando la atención sobre el papel que ocupaba la mujer en la cultura del barroco.